# A Carne e o Sangue
A Carne e o Sangue é o segundo álbum ao vivo da banda Katsbarnea, gravado em São Paulo em abril de 2016.
Gravado com a mesma formação do álbum Eis que Estou à Porta e Bato (2013), o projeto contém a maioria das músicas deste disco, incluindo inéditas e regravações de outros projetos, como "Perto de Deus", do disco A Tinta de Deus (2007) e composições do ex-vocalista Brother Simion, como "Extra". Como single, a banda lançou "Mulher +QV" em suas plataformas digitais.

## Antecedentes
Em 2013, o Katsbarnea estreou uma nova formação com o projeto Eis que Estou à Porta e Bato, com o primeiro single "Nasceu um Novo Dia" apresentado em 2012 e a última música de trabalho "Verdadeiro Amigo" com videoclipe lançado em 2016. O projeto foi trabalhado pela banda ao longo de vários anos, e concluído com um projeto ao vivo.

## Gravação
O álbum foi gravado no Renascer Hall, da Igreja Renascer em Cristo, em 16 de abril de 2016. O projeto foi produzido pelo guitarrista Jeff Fingers. Sobre a gravação, Paulinho Makuko disse:
A ideia não é comemorar os anos de carreira da banda, mas sim a nova fase do Kastsbarnea, a nossa nova formação, transformação e maturidade musical, e poder mostrar para o público através de um DVD seria incrível, principalmente por poder cantar para Jesus. A nossa intenção é realizar um show de evangelismo, com foco total em salvação de vidas e dar a oportunidade para que o público volte ao tempo dos evangelismos de segunda-feira, e para quem não fez parte possa sentir o gostinho de como era na época, com muito rock, mesmo não sendo muito aceito pela sociedade.

## Lançamento e recepção
| Críticas profissionais | Críticas profissionais |
| Avaliações da crítica  | Avaliações da crítica  |
| Fonte                  | Avaliação              |
| ---------------------- | ---------------------- |
| Super Gospel           | [ 5 ]                  |

A Carne e o Sangue foi lançado de forma independente em 2017. O álbum recebeu uma avaliação negativa do Super Gospel. Com cotação de 2 estrelas de 5, o texto de Tiago Abreu defende que o projeto é "em grande parte, redundante" e que deveria ter dado "prioridade ao repertório inédito lançado a partir de 2007".
Como single, a banda lançou "Mulher +QV" em suas plataformas digitais.

## Faixas
1. "Vermilious Chaos"
2. "Congestionamento"
3. "A Carne e o Sangue"
4. "Meio-Fio"
5. "Jeremias"
6. "I Can Fly"
7. "Mulher + Q. V."
8. "Gênesis"
9. "Perto de Deus"
10. "Apocalipse Now"
11. "Seu Doutor"
12. "A Tinta de Deus"
13. "Parede Branqueada"
14. "Extra"
15. "Invasão"
16. "S. M. 0516"

## Ficha técnica
- Paulinho Makuko - vocal, guitarra
- Jeff Fingers - guitarra
- Moisés Brandão - baixo
- Marrash - bateria